# Tyuyamunita
La tyuyamunita es un mineral del grupo de los vanadatos, del mismo grupo de la carnotita a veces considerado una variedad de esta. Fue descubierta en el año 1912 en la localidad de Tyuya-Muyun (Kirguistán).

## Propiedades físicas

### Propiedades ópticas
Mineral secundario que se forma por oxidación a partir de otros minerales que contienen uranio y vanadio en la parte superior de sus yacimientos. Aparece dismeninado por rocas calizas o bien rellenando cavidades en geoda.
Minerales que aparecen asociados a él son barita, calcita, turanita y malaquita.